# Runnin' (Lose It All)
"Runnin' (Lose It All)" is een single van de Britse muziekproducent Naughty Boy met Beyoncé en Arrow Benjamin. Het kwam op 18 september 2015 uit als de eerste single van Naughty Boy's tweede studioalbum. Sinds de release ontving de single over het algemeen positieve beoordelingen van muziekcritici, onder meer over de toonzetting en Beyoncés zang.

## Videoclip
De bijhorende videoclip is geregisseerd door Charlie Robins.

## Hitnoteringen

### Nederlandse Top 40
| Hitnotering: 10-10-2015 t/m 30-01-2016 | Hitnotering: 10-10-2015 t/m 30-01-2016 | Hitnotering: 10-10-2015 t/m 30-01-2016 | Hitnotering: 10-10-2015 t/m 30-01-2016 | Hitnotering: 10-10-2015 t/m 30-01-2016 | Hitnotering: 10-10-2015 t/m 30-01-2016 | Hitnotering: 10-10-2015 t/m 30-01-2016 | Hitnotering: 10-10-2015 t/m 30-01-2016 | Hitnotering: 10-10-2015 t/m 30-01-2016 | Hitnotering: 10-10-2015 t/m 30-01-2016 | Hitnotering: 10-10-2015 t/m 30-01-2016 | Hitnotering: 10-10-2015 t/m 30-01-2016 | Hitnotering: 10-10-2015 t/m 30-01-2016 | Hitnotering: 10-10-2015 t/m 30-01-2016 | Hitnotering: 10-10-2015 t/m 30-01-2016 | Hitnotering: 10-10-2015 t/m 30-01-2016 | Hitnotering: 10-10-2015 t/m 30-01-2016 | Hitnotering: 10-10-2015 t/m 30-01-2016 | Hitnotering: 10-10-2015 t/m 30-01-2016 |
| Week:                                  | 1                                      | 2                                      | 3                                      | 4                                      | 5                                      | 6                                      | 7                                      | 8                                      | 9                                      | 10                                     | 11                                     | 12                                     | 13                                     | 14                                     | 15                                     | 16                                     | 17                                     |                                        |
| -------------------------------------- | -------------------------------------- | -------------------------------------- | -------------------------------------- | -------------------------------------- | -------------------------------------- | -------------------------------------- | -------------------------------------- | -------------------------------------- | -------------------------------------- | -------------------------------------- | -------------------------------------- | -------------------------------------- | -------------------------------------- | -------------------------------------- | -------------------------------------- | -------------------------------------- | -------------------------------------- | -------------------------------------- |
| Positie:                               | 19                                     | 17                                     | 14                                     | 14                                     | 18                                     | 20                                     | 20                                     | 24                                     | 24                                     | 22                                     | 21                                     | 21                                     | 24                                     | 26                                     | 30                                     | 34                                     | 38                                     | uit                                    |

### NederlandseSingle Top 100
| Hitnotering: 26-09-2015 t/m 13-02-2016 | Hitnotering: 26-09-2015 t/m 13-02-2016 | Hitnotering: 26-09-2015 t/m 13-02-2016 | Hitnotering: 26-09-2015 t/m 13-02-2016 | Hitnotering: 26-09-2015 t/m 13-02-2016 | Hitnotering: 26-09-2015 t/m 13-02-2016 | Hitnotering: 26-09-2015 t/m 13-02-2016 | Hitnotering: 26-09-2015 t/m 13-02-2016 | Hitnotering: 26-09-2015 t/m 13-02-2016 | Hitnotering: 26-09-2015 t/m 13-02-2016 | Hitnotering: 26-09-2015 t/m 13-02-2016 | Hitnotering: 26-09-2015 t/m 13-02-2016 | Hitnotering: 26-09-2015 t/m 13-02-2016 | Hitnotering: 26-09-2015 t/m 13-02-2016 | Hitnotering: 26-09-2015 t/m 13-02-2016 | Hitnotering: 26-09-2015 t/m 13-02-2016 | Hitnotering: 26-09-2015 t/m 13-02-2016 | Hitnotering: 26-09-2015 t/m 13-02-2016 | Hitnotering: 26-09-2015 t/m 13-02-2016 | Hitnotering: 26-09-2015 t/m 13-02-2016 | Hitnotering: 26-09-2015 t/m 13-02-2016 | Hitnotering: 26-09-2015 t/m 13-02-2016 | Hitnotering: 26-09-2015 t/m 13-02-2016 |
| Week:                                  | 1                                      | 2                                      | 3                                      | 4                                      | 5                                      | 6                                      | 7                                      | 8                                      | 9                                      | 10                                     | 11                                     | 12                                     | 13                                     | 14                                     | 15                                     | 16                                     | 17                                     | 18                                     | 19                                     | 20                                     | 21                                     |                                        |
| -------------------------------------- | -------------------------------------- | -------------------------------------- | -------------------------------------- | -------------------------------------- | -------------------------------------- | -------------------------------------- | -------------------------------------- | -------------------------------------- | -------------------------------------- | -------------------------------------- | -------------------------------------- | -------------------------------------- | -------------------------------------- | -------------------------------------- | -------------------------------------- | -------------------------------------- | -------------------------------------- | -------------------------------------- | -------------------------------------- | -------------------------------------- | -------------------------------------- | -------------------------------------- |
| Positie:                               | 58                                     | 51                                     | 39                                     | 25                                     | 20                                     | 19                                     | 20                                     | 22                                     | 30                                     | 34                                     | 33                                     | 34                                     | 43                                     | 50                                     | 78                                     | 59                                     | 69                                     | 66                                     | 67                                     | 78                                     | 95                                     | uit                                    |

### 3FM Mega Top 50
| Hitnotering: 10-10-2015 t/m 20-02-2016 | Hitnotering: 10-10-2015 t/m 20-02-2016 | Hitnotering: 10-10-2015 t/m 20-02-2016 | Hitnotering: 10-10-2015 t/m 20-02-2016 | Hitnotering: 10-10-2015 t/m 20-02-2016 | Hitnotering: 10-10-2015 t/m 20-02-2016 | Hitnotering: 10-10-2015 t/m 20-02-2016 | Hitnotering: 10-10-2015 t/m 20-02-2016 | Hitnotering: 10-10-2015 t/m 20-02-2016 | Hitnotering: 10-10-2015 t/m 20-02-2016 | Hitnotering: 10-10-2015 t/m 20-02-2016 | Hitnotering: 10-10-2015 t/m 20-02-2016 | Hitnotering: 10-10-2015 t/m 20-02-2016 | Hitnotering: 10-10-2015 t/m 20-02-2016 | Hitnotering: 10-10-2015 t/m 20-02-2016 | Hitnotering: 10-10-2015 t/m 20-02-2016 | Hitnotering: 10-10-2015 t/m 20-02-2016 | Hitnotering: 10-10-2015 t/m 20-02-2016 | Hitnotering: 10-10-2015 t/m 20-02-2016 | Hitnotering: 10-10-2015 t/m 20-02-2016 | Hitnotering: 10-10-2015 t/m 20-02-2016 | Hitnotering: 10-10-2015 t/m 20-02-2016 |
| Week:                                  | 1                                      | 2                                      | 3                                      | 4                                      | 5                                      | 6                                      | 7                                      | 8                                      | 9                                      | 10                                     | 11                                     | 12                                     | 13                                     | 14                                     | 15                                     | 16                                     | 17                                     | 18                                     | 19                                     | 20                                     |                                        |
| -------------------------------------- | -------------------------------------- | -------------------------------------- | -------------------------------------- | -------------------------------------- | -------------------------------------- | -------------------------------------- | -------------------------------------- | -------------------------------------- | -------------------------------------- | -------------------------------------- | -------------------------------------- | -------------------------------------- | -------------------------------------- | -------------------------------------- | -------------------------------------- | -------------------------------------- | -------------------------------------- | -------------------------------------- | -------------------------------------- | -------------------------------------- | -------------------------------------- |
| Positie:                               | 16                                     | 21                                     | 15                                     | 16                                     | 19                                     | 24                                     | 24                                     | 28                                     | 27                                     | 29                                     | 33                                     | 36                                     | 43                                     | 45                                     | 43                                     | 26                                     | 32                                     | 39                                     | 44                                     | 48                                     | uit                                    |

## Releasedata
| Land             | Releasedatum   | Formaat | Label   |
| ---------------- | -------------- | ------- | ------- |
| Verenigde Staten | 6 oktober 2015 | Radio   | Capitol |